# Complex d'histocompatibilitat principal
El terme complex d'histocompatibilitat principal (MHC, de l'anglès major histocompatibility complex) engloba a un gran grup de glicoproteïnes de membrana altament polimòrfiques, implicades en el reconeixement de l'antigen i més concretament en la presentació de l'antigen.

## Funció
L'acció de l'MHC és essencial en el desenvolupament tant de la resposta immunitària humoral com cel·lular. Aquestes proteïnes tenen un paper cabdal en el sistema immunitari, l'autoimmunitat i l'èxit reproductiu. Aquestes proteïnes tenen un paper molt important en la discriminació entre allò que és propi i allò que és estrany i cal combatre, funció que quan es veu alterada desencadena processos d'autoimmunitat. Les proteïnes codificades per l'MHC són expressades a la superfície de les cèl·lules en tots els vertebrats mandibulats i presenten tant antígens propis (fragments peptídics de la mateixa cèl·lula) com antígens aliens (per exemple, fragments de microorganismes invasors) als limfòcits. Aquests reconeixeran l'antigen com a estrany i coordinaran l'eliminació dels patògens i/o de les cèl·lules infectades o disfuncionals.

## Classificació

Hi ha tres tipus de proteïnes MHC:

### MHC de classe I
S'expressen en gairebé totes les cèl·lules nucleades de l'organisme i s'encarreguen de presentar a les cèl·lules immunitàries antígens intracel·lulars. Aquestes molècules s'uneixen a pèptids derivats de proteïnes intracel·lulars que són digerides al citosol i presentades a la superfície cel·lular per a ser reconegudes per limfòcits T (CD8+) o cèl·lula T citotòxica (Tc). En el cas d'haver estat infectada per un bacteri, alguna de les proteïnes bacterianes podria ser digerida i parts d'ella mostrades a la superfície cel·lular mitjançant una molècula d'MHCI per a ser reconeguda pel sistema immunitari i ser destruïda per tal d'eliminar l'agent infecciós.

### MHC de classe II
Són expressades exclusivament per cèl·lules presentadores d'antigen o APCs (de l'anglès, Antigen Presenting Cells), cèl·lules del sistema immunitari especialitzades amb aquesta funció (macròfags, cèl·lules dendrítiques i limfòcits B). Aquestes molècules s'uneixen a pèptids normalment d'origen exogen derivats de proteïnes estranyes (bacterianes, víriques, etc.) que són internalitzades per endocitosi i digerides per ser seguidament presentades en superfície. Aquests antígens podran ser llavors, reconeguts per limfòcits T col·laboradors i cèl·lules Th (de l'anglès T helpers)

### MHC de classe III
Engloben membres del sistema del complement i molècules implicades en la inflamació, com els factors de necrosi tumoral alfa (TNFα) i beta (TNFβ).

## Genètica
Les proteïnes de l'MHC es troben codificades en una gran regió genòmica present en la majoria de vertebrats que presenta la més alta densitat de gens en mamífers. En humans es troben localitzats al cromosoma 6 i en ratolí al cromosoma 17.
En humans se sol parlar del complex HLA mentre que en ratolins ens hi referim amb el complex H-2. La distribució dels seus gens és diferent en ambdues espècies però mantenen una certa organització en tres regions, una per cada classe d'MHC en humans i quatre regions en ratolins. En ratolí els gens de classe I es troben distribuïts en dues regions separades pels gens de classe II i III.
- Les molècules de classe I venen codificades pels loci A, B i C en humans i per les regions K i D en ratolins. Essent els productes proteics les proteïnes H-2D H-2L i H-2K en ratolins i les proteïnes HLA-B, HLA-C i HLA-A.

- Les molècules de classe II venen codificades pels loci DP, DQ i DR en humans, i els seus productes són respectivament, les proteïnes DPαβ, DQαβ i DRαβ. En ratolins parlem dels loci IA i IE amb els consegüents productes: IAαβ i IEαβ.

- Les molècules de classe III venen codificades al seu torn, per les regions C4, C2 i BF en humans que originen diverses proteïnes del complement així com TNFα i TNFβ.

## Estructura
Les molècules d'histocompatibilitat de classe I són un heterodímer format per una cadena denominada α unida no covalentment a una petita proteïna extracel·lular denominada β₂-microglobulina (β₂-m). La cadena està formada per tres dominis extracel·lulars denominats: α1, α2 i α3; una regió transmembranosa i una petita cua citoplasmàtica. La β₂-m està unida no covalement al domini α3. Entre els dominis α1 i α2 es forma una cavitat on s'alberga el pèptid derivat d'una proteïna extracel·lular.
Les molècules d'histocompatibilitat de classe II tenen una estructura molt similar a les de classe I, tot i estar formades per dues cadenes d'igual forma denominades α i β. Cada una d'aquestes cadenes està formades per dos dominis (α1, α2 i β1, β2), una regió transmembranosa i una petita cua citoplasmàtica. Entre els dominis α1 β1 hi ha l'enclatge pel pèptid.